# Хага, Рюносукэ
Рюносукэ Хага (яп. 羽賀 龍之介 Хага Рюносукэ, 28 апреля 1991 года, Нобеока, префектура Миядзаки, Япония) — японский дзюдоист, бронзовый призёр Олимпийских игр, чемпион мира, чемпион Универсиады 2011. Обладатель 4-го дана дзюдо.

## Биография
Родился в семье дзюдоиста Ёсио Хага, победителя Кубка Кодокана. Начал заниматься дзюдо в пять лет. Также с детства занимался плаванием и вольной борьбой, и по борьбе даже был вторым на чемпионате префектуры.  В начальной школе учился уже в Иокогаме. В 2003 году  был третьим на чемпионате Японии среди мальчиков в команде. В 2006 году был третьим на чемпионате Японии среди учеников младших классов средней школы. В 2009 году был вторым на чемпионат Японии среди кадетов.  
После окончания школы поступил в университет Tokai University. 
В 2010 году стал чемпионом Японии среди юниоров, чемпионом мира среди юниоров (U20), выиграл European Cup Top Junior U20, завоевал Кубок Кодокана среди взрослых, был вторым на IJF World Cup Korea, третьим на Гран-при Циндао и пятым на турнире серии Большого Шлема в Токио.
В 2011 году был пятым на турнирах серии Большого Шлема в Париже и Токио, розыгрыше Кубка мира, Гран-при Циндао, третьим на IJF World Cup в Алма-Ате, вновь завоевал Кубок Кодокана, и стал чемпионом Универсиады, как в личном, так и в командном первенствах.
В 2012 году был только пятым на турнире серии Большого Шлема в Париже, и после него был вынужден лечь на операцию для устранения последствий вывиха левого плеча, пропустил 2012 и 2013 годы. В 2014 году был третьим на турнире серии Большого Шлема в Тюмени и вторым на чемпионате Японии, Гран-при Будапешт, Кубке Кодокана. В 2015 году завоевал звание чемпиона мира; также победил на турнире серии Большого Шлема в Токио, European Open в Риме, Гран-при Дюссельдорф, на чемпионате Японии был третьим, на турнире серии Большого Шлема в Баку пятым.     
На Олимпийские игры, будучи чемпионом мира, ехал в звании фаворита.  
Выступал на Олимпийских играх 2016 года, в категории до 100 килограммов. Спортсмены были разделены на 4 группы, из которых четыре дзюдоиста по результатам четвертьфиналов выходили в полуфиналы. Проигравшие в четвертьфинале встречались в «утешительных» схватках и затем с потерпевшими поражение в полуфиналах, и по этим результатам определялись бронзовые призёры.
Рюносукэ Хага уступил в четвертьфинале будущему победителю Лукашу Крпалеку, и затем победив в утешительной схватке и схватке за третье место, завоевал бронзовую медаль Олимпийских игр.
| Круг                 | Соперник            | Действия                                                        | Итог      | Соперник                 | Действия                                                          |
| -------------------- | ------------------- | --------------------------------------------------------------- | --------- | ------------------------ | ----------------------------------------------------------------- |
| 1/32                 | Рюносукэ Хага (JPN) | Ути Мата (2:29) — иппон                                         | 100—0     | Евгений Бородавко (LAT)  | —                                                                 |
| 1/16                 | Рюносукэ Хага (JPN) | —                                                               | 0—0s1     | Рафаэль Бузакарини (BRA) | Ложная атака (4:09) — сидо                                        |
| 1/4                  | Лукаш Крпалек (CZE) | Защитная поза (4:58) — сидо                                     | 0s1—0s2   | Рюносукэ Хага (JPN)      | Защитная поза (2:46) — сидо Выход за пределы татами (3:43) — сидо |
| Утешительная встреча | Рюносукэ Хага (JPN) | —                                                               | 0—0s1     | Бека Гвиниашвили (GEO)   | Ложная атака (3:17) — сидо                                        |
| За третье место      | Рюносукэ Хага (JPN) | Уклонение от захвата (0:52) — сидо Санкаку Дзимэ (3:12) — иппон | 100s1—0s2 | Артём Блошенко (UKR)     | Уклонение от захвата (0:52) — сидо Пассивность (1:59) — сидо      |

В технике Рюносукэ Хага отмечают его Ути Мата (подхват).
Работает в компанию Asahi Kasei.